# Де Пас, Мигель
Мигель де Пас Пла (исп. Miguel de Paz Plá, кат. Miquel de Paz i Pla, 31 января 1961, Тарраса, Испания) — испанский хоккеист (хоккей на траве), полевой игрок. Серебряный призёр летних Олимпийских игр 1980 года.

## Биография
Мигель де Пас родился 31 января 1961 года в испанском городе Тарраса.
Играл в хоккей на траве за «Атлетик» из Таррасы. В его составе девять раз выигрывал чемпионат Каталонии (1980, 1982, 1985—1991), восемь раз — Кубок Короля (1984—1988, 1990—1992), девять раз — чемпионат Испании (1983—1991).
В 1979 году в составе сборной Испании завоевал серебряную медаль хоккейного турнира Средиземноморских игр в Сплите.
В 1980 году вошёл в состав сборной Испании по хоккею на траве на летних Олимпийских играх в Москве и завоевал серебряную медаль. Играл в поле, провёл 1 матч, мячей не забивал.
В 1984 году вошёл в состав сборной Испании по хоккею на траве на летних Олимпийских играх в Лос-Анджелесе, занявшей 8-е место. Играл в поле, провёл 7 матчей, мячей не забивал.
В 1988 году вошёл в состав сборной Испании по хоккею на траве на летних Олимпийских играх в Сеуле, занявшей 9-е место. Играл в поле, провёл 6 матчей, забил 1 мяч в ворота сборной Кении.